# Pleiochiton micranthum
Pleiochiton micranthum är en tvåhjärtbladig växtart som beskrevs av Célestin Alfred Cogniaux. Pleiochiton micranthum ingår i släktet Pleiochiton och familjen Melastomataceae. Inga underarter finns listade i Catalogue of Life.